# Каролінзький мінускул

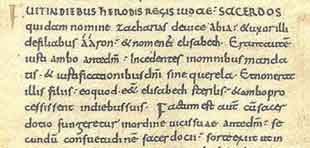
Взірець рукопису X століття, Вульгата Луки 1:5–8.

Каролінзький мінускул — різновид середньовічного письма. Ним послуговувались приблизно між 800 і 1200 роками при написанні книжок, християнських та нерелігійних текстів, навчальних посібників упродовж Каролінгського Відродження. Цей шрифт далі розвився в готичний і вийшов з ужитку, проте за часів Італійського Відродження постав за основу для нових шрифтів.

## Виникнення

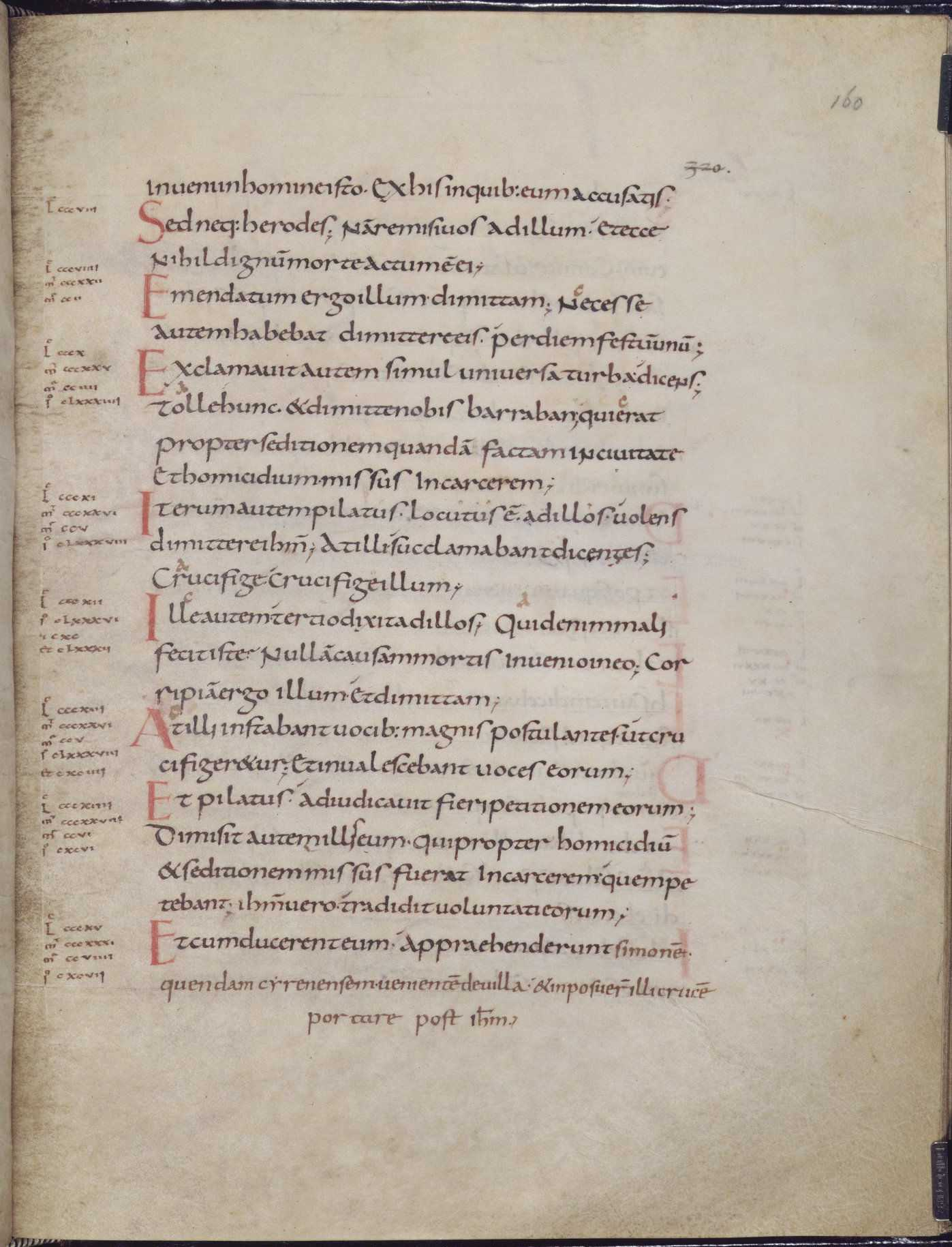
Сторінка тексту (folio 160v) Каролінзького Євангелія (British Library, MS Add. 11848), написано каролінговим мінускулом. Текст з Вульгати Луки 23:15-26.

На відміну від капітального каролінзького письма, що вийшло з капітального римського, каролінговий мінускул постав з унціального письма та його курсивного різновиду, увібравши також риси «острівного» письма, що ним послуговувались в Англії й в Ірландії.
Цей вид письма утворився певною мірою завдяки діяльності імператора франків Карла Великого. Імператор дуже цікавився освітою й наукою, як каже Ейнгард, його біограф:
Temptabat et scribere tabulasque et codicellos ad hoc in lecto sub cervicalibus circumferre solebat, ut, cum vacuum tempus esset, manum litteris effigiendis adsuesceret, sed parum successit labor praeposterus ac sero inchoatus.
|  | Він також пробував писати, тримаючи таблички й аркуші під підголівком у своїй постелі, аби в години дозвілля приміг привчити руку писати літер; однак, не почавши у вік поправний цих зусиль, а надто пізно, вони не мали успіху. |

Хоч Карл ніколи й не був повністю письменний, але він чітко усвідомлював вагу письменності й уніфікованого письма в урядуванні. Карл запросив англійського вченого Алквіна Йоркського керувати школою (Палатинською Академією) при палаці й скрипторієм у своїй столиці Аахені від 782 до 796 року. Додержуючись бажання Карла щодо уніфікації регіональних різновидів письма, а також щодо заміни меровінгового, що вже стало важким для читання, Алквін створив нове, зручніше письмо. Згодом, цей вид письма дістав назву, що походить від ім’я Карла латиною –Carolus Magnus.

## Характеристика
Каролінговий мінускул мав одноманітні, скруглені форми знаків, що чітко розрізнювались, а найголовніше, були легко читані. Великі літери були розбірні й виразні, встановлено правила написання, що перше не були впорядковані, як от прогалини між словами.
Загалом каролінгське письмо мало менше лігатур, аніж інші тогочасні різновиди письма, але в широкім вжитку були амперсанд (&), ae (æ), rt, st (ﬆ/ﬅ) і ct.
Літера d часто мала унціальну форму, з похиленим уліво горішнім виносним елементом («хвостиком»). Виносні елементи зазвичай грубіші угорі.
За часів Карла, в ранній період існування каролінгового письма, наприкінці VIII — початку IX століття, форма літер різнилася значною мірою по різних краях. У цей період вживалась унціальна форма літери «а», схожа зі здвоєною с (сс), трапляється знак питання, як і в беневентськім письмі того ж часу. Каролінговий мінускул зазнав розквіту в ІХ столітті, коли він уніфікувався в усіх краях, де був поширений, а регіональні відмінності зменшились. З'являються сучасні знаки як от «s» і «v» (на відміну від «довгої s (ſ)» і «v»), а виносні елементи літер після погрубшання вгорі скінчуються трикутовим клином. По ІХ столітті каролінзький мінускул поволі занепадає й з X до XI століття набуває притаманних готичному письму форм. Виносні елементи починають хилитися вправоруч.

## Поширення
Нове письмо поширилось Східною Європою, найбільше на теренах, що зазнали впливу імперії Каролінгів, але також і за її межами, про що свідчить манускрипт X століття, відомий як фрайзінгські уривки. Це є найстаріший писаний латиницею текст слов'янською мовою, а саме словенською, що в нім застосовано каролінговий мінускул.
У Швейцарії каролінговий мінускул застосовувався у вигляді реційського й алеманського письма. Написані реційським мінускулом рукописи мали тоненькі літери, на кшталт острівного письма, з літерами «а», «t» й лігатурами як «ri», що наближає це письмо до візіготського й беневентського. 
Алеманський мінускул, вживаний на початку IX століття, зазвичай мав ширші, вертикальні літери, порівняно з реційським.
В Австрії й Німеччині літери мали овальну форму, були дуже тоненькі й похилені вправоруч, маючи риси унціального письма, як от «d» з похиленим вліворуч хвостиком, і «m» з «n», що мали прямі простовисні (вертикальні) початкові риски.
На півночі Італії, монастир у Боббіо вживав каролінговий мінускул починаючи з IX століття. Поза сферою впливу Каролінгів нове письмо зазнало протидії з боку Римської курії. В Англії й Ірландії каролінговий мінускул не застосовувався до церковних реформ середини X століття. В Іспанії утримувалось візіготське письмо, а на півдні Італії беневентський мінускул у лангобардськім герцогстві Беневенто аж до ХІІІ століття.

## Роль у культурнім наступництві
Впродовж каролінгового відродження розшукали й переписали новим розбірливим письмом численні римські тексти, до того часу вже майже забуті; це дало змогу зберегти класичні твори Овідія, Цицерона, Віргілія. Більшість наших сучасних знань про класичну літературу походить саме з написаних у каролінгових скрипторіях копій (списків) з творів-джерел.
У середньовічну добу готичне письмо заступило каролінговий мінускул, але згодом гуманісти епохи Відродження перейняли каролінговий мінускул для створення нових шрифтів, як от антиква. З цієї причини сучасні маленькі літери латинської абетки мають саме такий вигляд як ми його знаємо, тобто відтворюють каролінговий мінускул, великі ж літери походять від капітального письма.